# دوغلاس جورج
دوغلاس جورج (بالإنجليزية: Douglas George)‏ هو لاعب كرة قدم بريطاني، ولد في 21 سبتمبر 1953 في درم في المملكة المتحدة. لعب مع سبارتا روتردام.

## وصلات خارجية
- دوغلاس جورج على موقع قاعدة بيانات كرة القدم.إي يو (الإنجليزية)